# Stiphrolamyra schoemani
Stiphrolamyra schoemani là một loài ruồi trong họ Asilidae. Stiphrolamyra schoemani được Londt miêu tả năm 1983. Loài này phân bố ở vùng nhiệt đới châu Phi.